# Talofofo Caves
Talofofo Caves är grottor i Guam (USA).   Den ligger i kommunen Talofofo, i den södra delen av Guam, 15 km söder om huvudstaden Hagåtña. Talofofo Caves ligger 100 meter över havet.